# Господин Зловещ
Господин Зловещ (на английски: Mister Sinister) (д-р Натаниел Есекс) е измислен комиксов злодей от Вселената на Марвел. Създаден от писателя Крис Клеърмонт и художника Марк Силвестри, той се появява за пръв път в Uncanny X-Men бр. 221 (септември 1987 г.).
Г-н Зловещ е блестящ учен с недостижими познания по мутантова генетика. Неговото съществуване е непознато на главното общество и той прави своите проучвания в тайни лаборатории по света. Той е наел групи като Мародерите и Гадните момчета да му помагат в изпълнението на плановете. Роден през 19 век в Лондон, като учен интересуващ се от мутациите. Той се съюзява с вековно стария мутант Апокалипсис, който го награждава с множество сили, измежду които и безсмъртие.
Въпреки това Зловещ няма вярност към Апокалипсис и докато изучавал кръвните черти на Скот Самърс и Джийн Грей, решил тяхното дете да е мощен мутант, достатъчно силен да унищожи Апокалипсис. Когато Грей била считана за мъртва, Зловещ създал клонинга Маделин Прайор да износи детето, което щяло да стане Кабел. Зловещ също така има връзка с мутанта Гамбит.
Първоначално, според създателя Крис Клеърмонт, Господин Зловещ няма викториански произход, но като мутант, чиято естествена неподобрена форма е осемгодишно дете, което не може да старее, докато неговата подобрена форма е образ на осемгодишен злодей; неговата вражда с Циклоп израснала от тяхното споделено детство в сиропиталище. В своето първоначално явяване в „Х-Мен“ и „Класически Х-Мен“, тези сюжетни черти са намекнати, но други свършват с написване на редуващ се произход на героя, когато Клеърмонт напуска правата. Появата на Зловещ като дете в сиропиталището била по-късно нахвърлена като прикритие.